# Boris Souvarine
Boris Souvarine, właśc. Borys Lifszyc (ur. 8 listopada 1895 w Kijowie, zm. 1 października 1984 w Paryżu) – francuski dziennikarz, historyk i eseista pochodzenia ukraińskiego. Komunista, jeden z pierwszych wielkich krytyków stalinizmu.

## Życiorys
Urodził się w rodzinie robotniczej, która w 1897 wyemigrowała z carskiej Rosji do Francji, i już w dzieciństwie musiał pójść do pracy w warsztacie złotnika. Wcześnie został również aktywistą najbardziej radykalnego skrzydła francuskiej sekcji II Międzynarodówki (SFIO). Z entuzjazmem przyjął wybuch rewolucji październikowej. W 1920 razem z Fernandem Loriotem i Charlesem Rappoportem utworzył Komitet Trzeciej Międzynarodówki, domagając się przejścia SFIO na pozycje zdecydowanie komunistyczne i opuszczenia II Międzynarodówki na rzecz Kominternu.
Po rozłamie w SFIO po kongresie w Tours w 1921 Souvarine wszedł do zarządu nowo powstałej Francuskiej Sekcji Międzynarodówki Komunistycznej (SFIC, przekształconej następnie w PCF) i z jej ramienia uczestniczył w trzecim kongresie III Międzynarodówki, gdzie wybrano go do komitetu wykonawczego i prezydium Kominternu. Od 17 lipca 1921 zasiadał w jego sekretariacie. W związku z pełnioną funkcją zamieszkał w Moskwie, starał się jednak uczestniczyć także w życiu francuskich komunistów (ponownie zasiadał we władzach partii od 1923). Miał walny udział w zaakceptowaniu przez partię radykalnego programu politycznego wbrew stanowisku partyjnego centrum na kongresie w Boulogne.
Już od 1923, biorąc udział w rywalizacji przywódców bolszewickich o władzę w partii i dalszą taktykę działania, poparł Trockiego w sporze ze Stalinem, Zinowiewem i Lwem Kamieniewem. W 1924 na kongresie SFIC w Lyonie ostro sprzeciwił się zwolennikom Zinowiewa i koncepcji socjalizmu w jednym kraju, którym przewodził Albert Treint. Mimo odniesionego w dyskusji zwycięstwa, Souvarine został usunięty z władz partii za sprawą interwencji Kominternu. W marcu 1924 Souvarine skrytykował na łamach partyjnej prasy "mechaniczny centralizm i biurokratyzm" w SFIC, a w tym samym roku przedrukował artykuł Trockiego pt. Nowy kurs, w którym ten występował przeciw analogicznym zjawiskom w partii bolszewickiej. Efektem było wyrzucenie Souvarine'a z partii w lipcu 1924.
Od 1925 redagował Biuletyn Komunistyczny, w 1930 założył Koło demokratycznych komunistów, wydające czasopismo Krytyka społeczna. Nadal deklarował się jako zdeklarowany marksista i komunista, popierał rewolucję październikową, lecz uważał Stalina za jej zdrajcę. Podkreślał rozbieżność teorii głoszonych przez Lenina i rzeczywistości radzieckiej, widząc jej źródło w zdradzie rewolucji przez biurokrację. Mimo zbieżności tego stanowiska z poglądami reprezentowanymi przez trockistów, Souvarine nie związał się z ruchem trockistowskim, lecz skupił się na pracy historyka ZSRR. Największą sławę zyskała jego książka z 1935 zatytułowana Stalin, będąca zarazem biografią, jak i analizą systemu radzieckiego. Souvarine był tym samym prekursorem francuskiej sowietologii i krytyki stalinizmu. Założyciel Instytutu Historii Społecznej, grupował również dokumenty poświęcone komunizmowi, ZSRR i ruchowi robotniczemu, które wykorzystywał w dalszych pracach popularnonaukowych.
Po upadku Francji w 1940 został zatrzymany w Marsylii przez władze Vichy, uwolniono go jednak i pozwolono uciec do USA. Po wojnie pracował tam pisząc do prasy o krajach Europy Wschodniej.

## Prace
- Staline, aperçu historique du bolchévisme, 1935 (przekłady polskie: Stalin. Zarys historii bolszewizmu, tłum. Mieczysław Bibrowski i Maria Braunstein, przekład przygotowany dla wydawnictwa II obiegu w PRL; Stalin. Rys historyczny bolszewizmu, tłum. Artur Foryt, Księgarnia Akademicka 2016, ISBN 978-83-7638-668-3)
- Cauchemar en URSS, 1937
- Ouvriers et paysans en URSS, 1937
- Un Pot-pourri de Khrouchtchev : à propos de ses souvenirs, 1971
- Le Stalinisme, 1972.
- Autour du congrès de Tours, 1981.
- L'observateur des deux mondes et autres textes, 1982.
- Souvenirs sur Isaac Babel, Panaït Istrati, Pierre Pascal – suivi d'une lettre à Alexandre Soljenitsyne, 1985.
- A contre-courant (zbiór tekstów z lat 1925-1939), 1985.